# Vil·la de Júpiter
La Vil·la de Júpiter o Vil·la de Jovis (en llatí: Villa Jovis) és un palau romà de Capri, al sud d'Itàlia, construït per l'emperador Tiberi i acabat el 27. Tiberi governà principalment des d'allà fins a la seua mort, el 37.
Villa Jovis és la major de les dotze vil·les tiberianes de Capri esmentades per Tàcit. El conjunt sencer comprén diverses terrasses i una diferència en l'elevació de prop de 40 m, i cobreix uns 7.000 m². Les restes de vuit nivells de murs i escales denoten la grandesa que l'edifici hauria d'haver tingut al seu temps, i algunes reconstruccions mostren la vil·la com un notable testament de l'arquitectura romana del segle I.

## Situació
La Vil·la de Júpiter està situada al nord-est de l'illa, al cim del Mont Tiberi; té 334 m d'elevació, el segon pic més alt de Capri, després de Monte Solaro (589 m) a Anacapri.
L'ala nord de l'edifici contenia els allotjaments, mentre que a l'ala sud hi havia l'espai administratiu. L'ala est es destinava a recepcions, i l'ala oest tenia un saló de parets obertes (ambulatio) que oferia una vista escènica en direcció a Anacapri.
Com l'aigua era difícil d'obtenir on la vil·la s'havia construït, els enginyers romans van construir un intricat sistema per a la recollida d'aigua de la pluja de les teulades i una gran cisterna que subministrava al palau aigua fresca.
Al sud de l'edifici principal hi ha vestigis d'una torre de sentinella (specula) per al ràpid canvi telegràfic de missatges amb el continent, per exemple, amb foc o fum.
L'entrada al conjunt és sols possible a peu, i implica una caminada de pujada de prop de dos quilòmetres des de la ciutat de Capri.

## Descripció
Hui, en gran part destruïda, es caracteritza per una gran construcció en pla quadrat feta de maçoneria de tipus opus reticulatum del tuf Flegreus del segle d'August, després en opus incertum en pedra calcària autòctona alternada amb terracota, modificada en l'època de Tiberi.
Dos cossos junts dels edificis cobreixen uns 7.000 m², als quals s'han d'afegir més de 13.000 m² de jardins i nimfeus. El conjunt imperial se centralitza a l'entorn d'un important impluvium constituït, entre altres, per quatre grans tancs d'una capacitat de més de 8.000 m³. Les ales nord i est de l'edifici abrigaven apartaments privats de l'emperador; a la banda oest sota tres nivells es trobaven les dependències dels serfs, mentre que a l'ala sud hi havia l'espai termal. Més al sud, aïllada de la vil·la, s'alça la torre del far utilitzat per a la comunicació amb senyals òptics amb la flota imperial de Misenum.
A prop també de la vil·la, hi ha el lloc del cèlebre "Salt de Tiberi" (Salto di Tiberio), al penya-segat del cim: segons una llegenda popular, l'emperador llençava els esclaus i convidats massa grossos.
Al llarg dels segles, la vil·la ha estat desmembrada de tots els elements arquitectònics per a decorar els palaus reials i sales de museus. El 1937, sota la direcció d'Amedeo Maiuri, s'hi va fer una campanya d'excavacions arqueològiques. Dins el jaciment arqueològic de Villa Jovis hi ha la petita església de Santa Maria del Soccorso.
- Estructura subterrània
- L'atri
- Nínxol
- Arc alt

## Tiberi i la seua vida a Capri

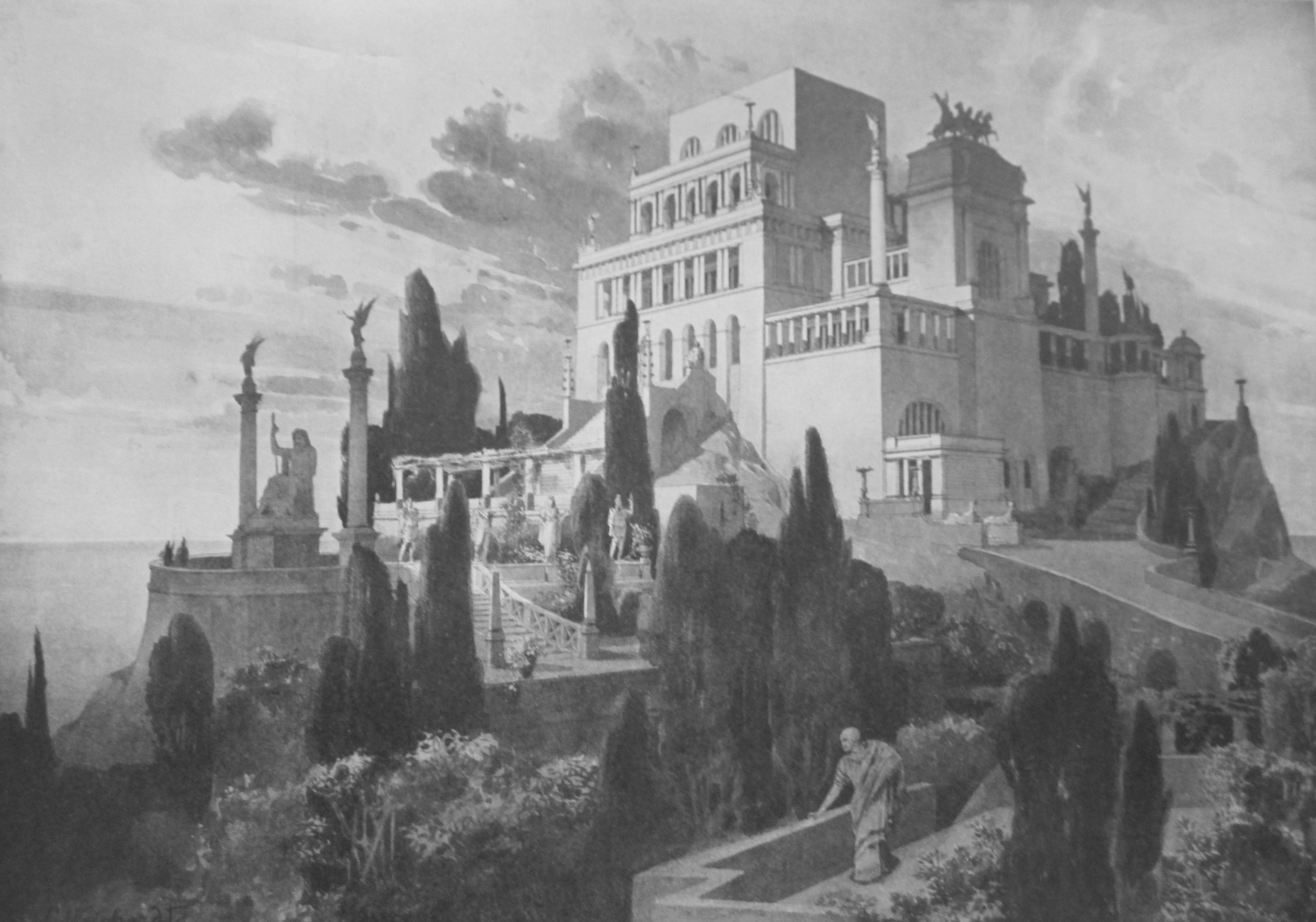
Reconstrucció de Weichardt (1900), vista de la vil·la des del sud-oest

Aparentment, les principals motivacions per al desplaçament de Tiberi de Roma a Capri foren la seua cautela davant certes maniobres polítiques de Roma i una persistent por de ser assassinat. La vil·la és en un lloc molt aïllat a l'illa, i les casernes de Tiberi al nord i est de la vil·la palatina eren particularment difícils per a arribar-hi i fortament guardades.
La Villa Jovis és també, si més no segons Suetoni, el lloc on Tiberi s'involucrava en un llibertinatge salvatge. Alguns historiadors moderns consideren aquests relats sensacionalistes, però les històries de Suetoni il·lustren una imatge de com Tiberi era percebut pel poble romà de l'època.

### Tiberi i la seua vil·la
D'aquesta i de les seues altres vil·les a l'illa de Capri, Tiberi Juli Cèsar August va governar l'imperi més d'onze anys. La personalitat de Tiberi encara roman hui com a motiu d'especulació. Alguns cronistes de l'època, el descriuen com un dèspota de personalitat cruel i sense escrúpols. L'oci i les addiccions de la cort l'haurien induït a cometre un brutalitat excessiva, com la de llençar pel Salt de Tiberi els seus esclaus. Aquesta fama ha tacat la seua imatge per segles perquè potser no corresponia a la realitat. Fonts més fiables descriuen Tiberi com una persona destacada, introvertida, i de poques paraules. Difícilment rebia hostes, i encara menys organitzava nits de gala, ni recepcions diplomàtiques. Transcorria jornades senceres en la profunda solitud, renunciant fins i tot la presència de l'escorta, dels serfs i del secretariat imperial. S'abandonava a passeigs solitaris que li oferien la vista dels golfs de Nàpols i Salern. Durant la seua llarga estada a l'illa, part dels afers d'estat es transferiren de Roma a Capri, i totes les ampliacions i àrees realitzades a la vil·la van resultar insuficients. Més tard se'n feren altres modificacions necessàries a causa de la degeneració progressiva de l'estat de salut de l'emperador per la seua edat avançada. No obstant això, un sistema de torres costaneres per a comunicacions òptiques permetia a l'emperador rebre missatges ràpidament i emetre ordres.

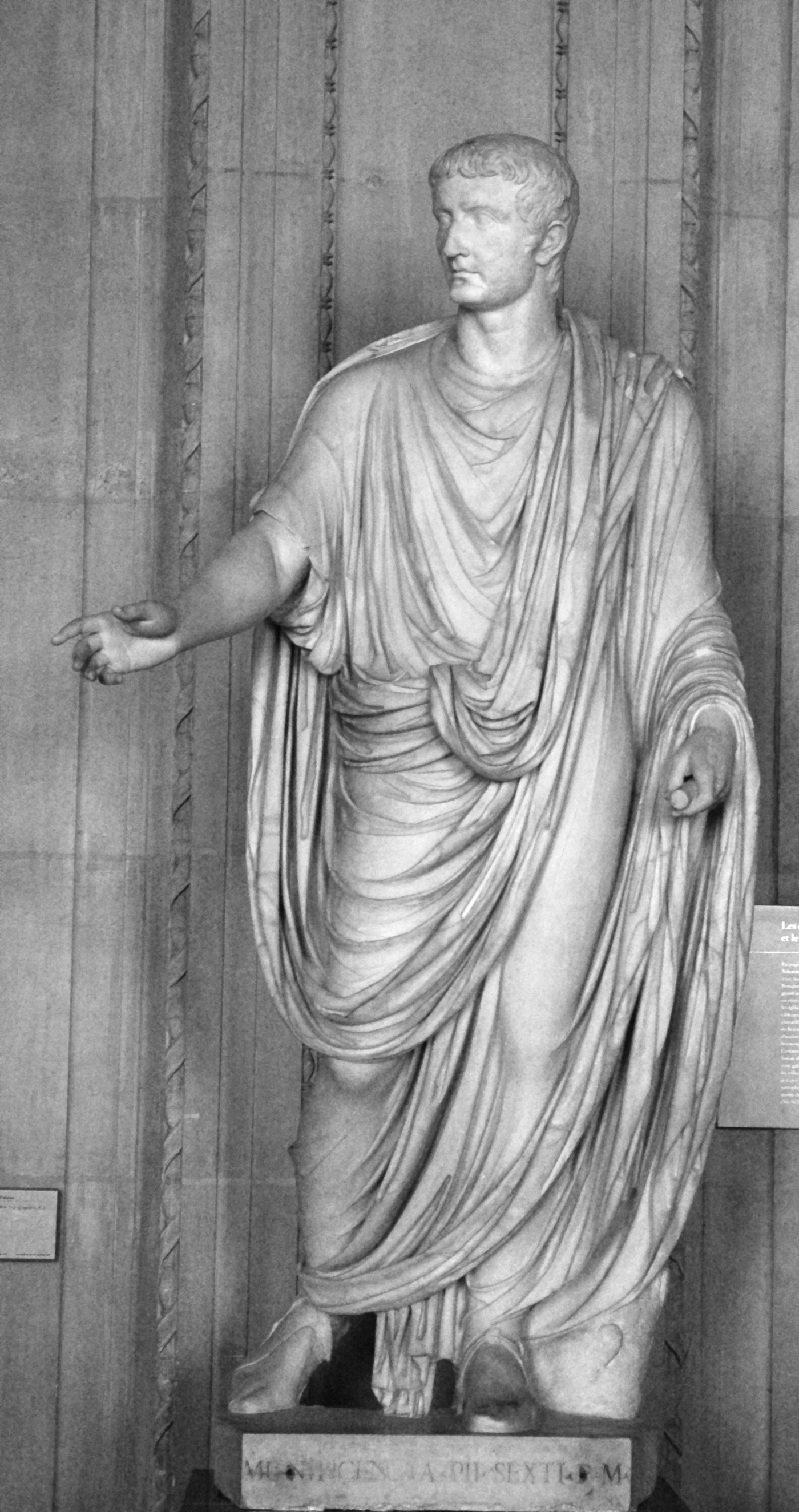
Estàtua de marbre de Tiberi trobada a Capri

Alguns estudiosos pensen que Tiberi pa patir tuberculosi, i per això els seus metges li haurien recomanat una llarga estada en zones costaneres. L'aire marí en devia ser la teràpia indicada. Sobre la veracitat d'açò encara no hi ha confirmació. El mateix Suetoni descrigué les relacions de Tiberi amb el senat, la classe patrícia i els líders militars, caracteritzades per fortes divergències. Una de les causes principals n'era la seua política d'estalvi, perquè era contrari a l'expansionisme de l'imperi. Tiberi, malgrat la seua intolerable intransigència, va aconseguir restaurar en pocs anys els mals balanços de l'estat causats pels seus predecessors, amb gran èxit. Un esforç que, tanmateix, l'enfrontà amb el senat fins al seu aïllament. Després de percebre aquest malestar, o per fugir d'un possible atemptat, va deixar la capital per a una "llarga convalescència". L'elecció d'anar a Capri i habitar la Villa Jovis no era casual, sinó per la seua seguretat. En l'ambient de la cort, la decisió del seu trasllat a l'illa de les Sirenes fou rebuda per les classes nobles, els alts càrrecs militars i del senat amb gran satisfacció. La seua absència de Roma per a guarir "la seua salut" es veié com una sàvia decisió, tot i que encara hui continua sent un gran misteri.
Entre la hipòtesi més agosarada del seu estat de salut, n'hi ha una segons la qual Tiberi, durant la seua joventut en la campanya d'Àfrica i del Rin, hauria contret una malaltia que li hauria afectat la vista.  Malgrat tot, Tiberi continuà la investidura d'emperador, mantenint a distància els conspiradors a Roma. Però la seua carrera política no era al cim de les seues ambicions. Li fascinaven les meravelles de la Mediterrània, com la seua llarga estada a Rodes. A l'illa de Capri va ordenar la modificació i construcció d'altres palaus al seu entorn: el més famós és el de Palazzo a Mare, també conegut com Bagni di Tiberio.

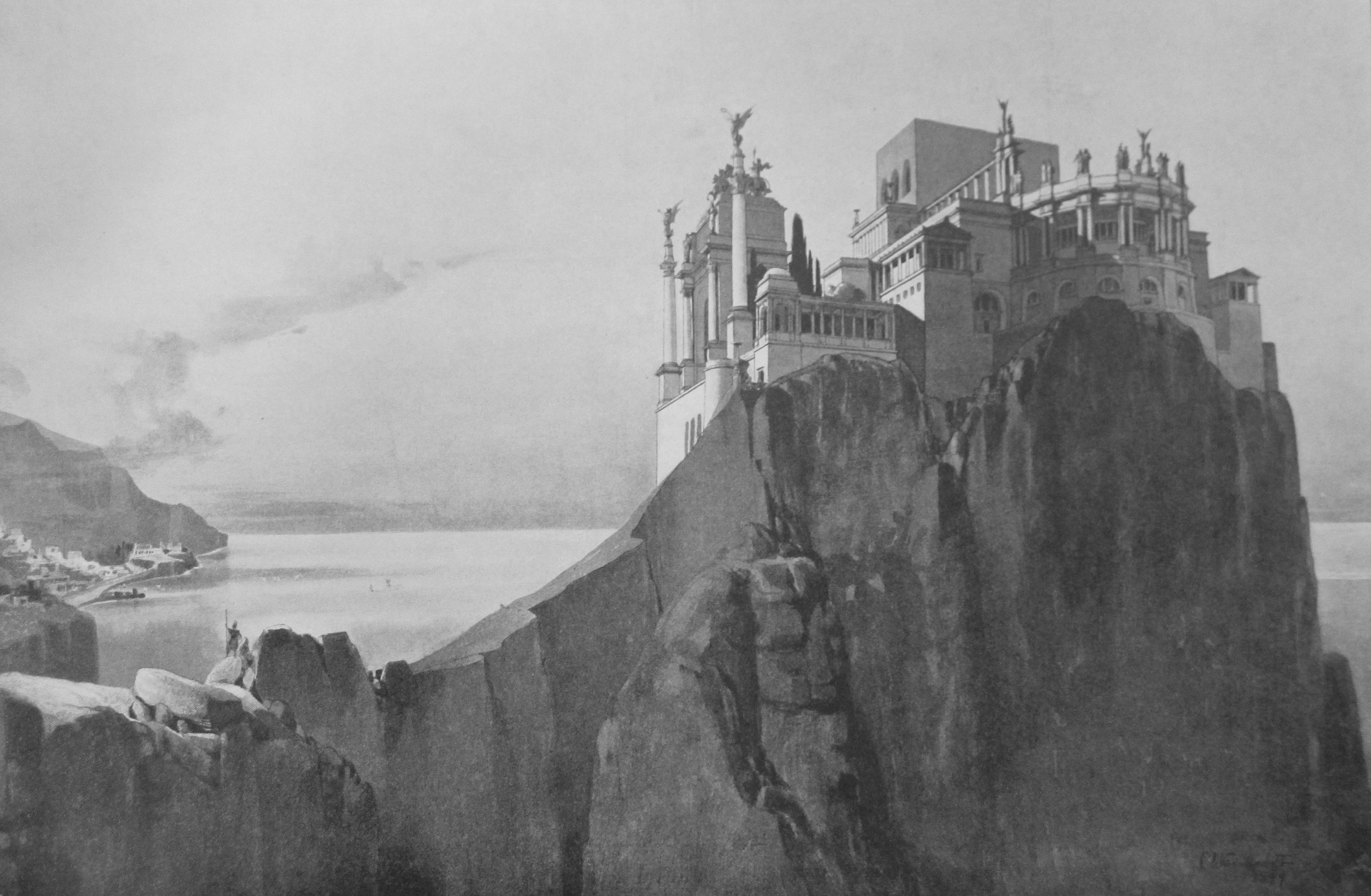
Reconstrucció per Weichardt (1900), vista de l'est

En l'estació de l'estiu es transferia ací: precisament en aquest districte marítim, on l'emperador solia nadar. Els arquitectes que van projectar les ampliacions de la ja existent Villa Jovis, per a fer l'estada de l'emperador confortable, es trobaren amb un gran problema: el proveïment hídric. L'aigua potable era abundant en els turons baixos de l'illa però no en els nivells superiors. Un decenni abans que l'emperador deixàs la capital de l'imperi, es construïren dos o més tancs disposats en les fundacions de la Vil·la de Júpiter. Aquesta obra única i bé concebuda recollia l'aigua de la pluja en grans unitats de metres cúbics, i feu possible el subministrament d'aigua potable en àrees de l'illa menys accessibles durant l'època romana i als segles successius.
L'any 31, el futur emperador Calígula fou convocat a l'illa de Capri per Tiberi. Açò degué ser una mesura de precaució i una estratègia, perquè Tiberi volia mantenir Calígula, el darrer hereu sobrevivent de la dinastia julioclàudia, sota observació rigorosa. Durant el seu temps a Capri, Calígula fou exposat a l'estil de vida infame i a les maniobres polítiques de l'emperador, experiències que probablement influïren en el seu regnat posterior. Aquest període pot haver influenciat significativament la seua reputació com un tirà, especialment considerant el suposat paper de Tiberi en les morts dels membres de la família de Calígula, amb qui Calígula va haver de viure sota l'autoritat de Tiberi.

## De l'era borbònica ençà

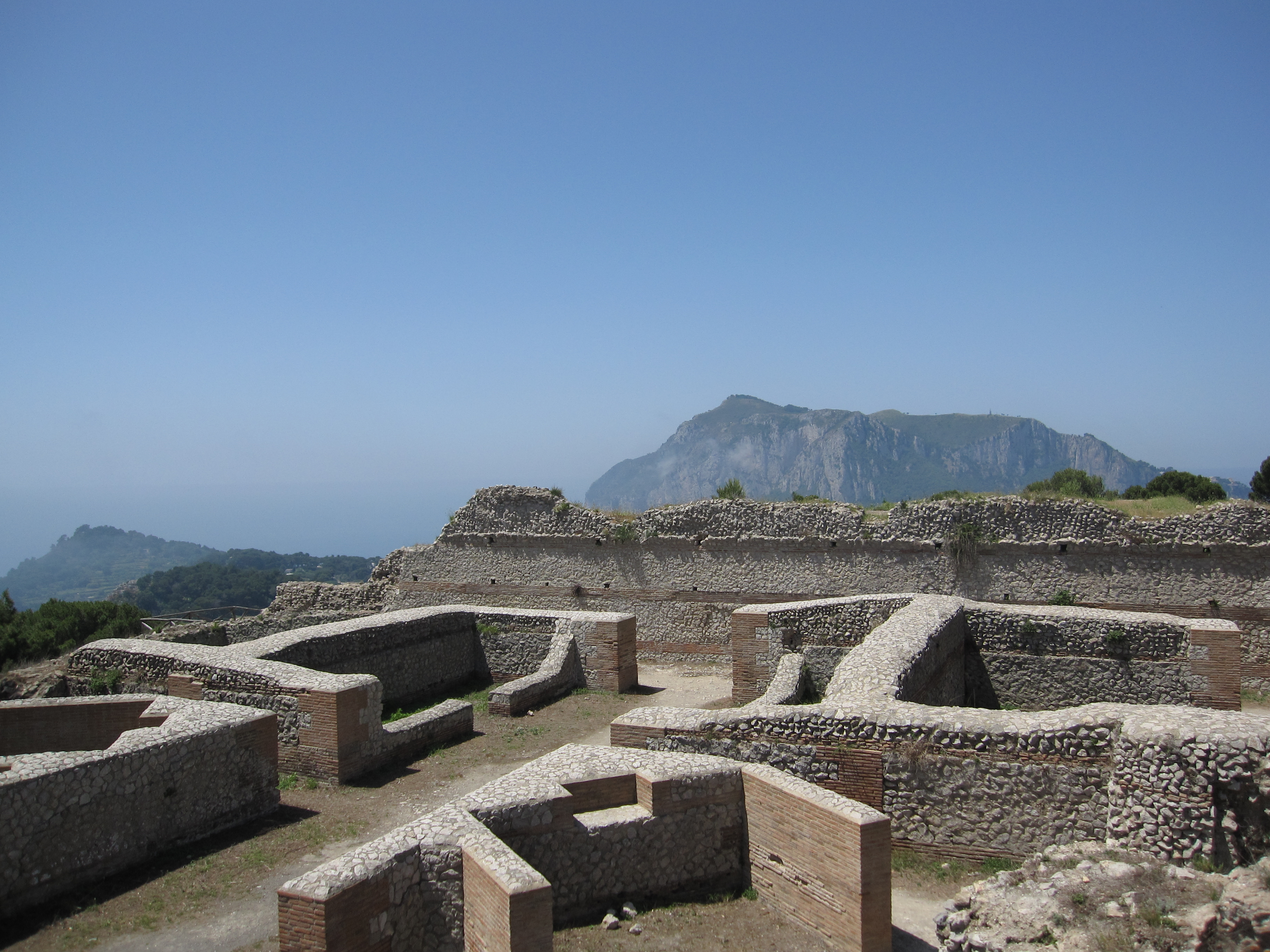
La part septentrional de la vil·la

Villa Jovis fou redescoberta al segle XVIII sota el domini de Carles de Borbó i va patir les devastadores excavacions durant les quals desaparegueren molts pisos preciosos de marbre.
La vil·la fou objecte d'una intervenció de recuperació al 1932 dirigida per l'arqueòleg Amedeo Maiuri: es tragueren els enderrocs que estaven acumulats a la part posterior de la vil·la, que van resultar revalorats. La carretera que ix del centre del districte de Tiberi i duu a les ruïnes es va anomenar Amedeo Maiuri.